# Trzeci rząd Sándora Wekerle

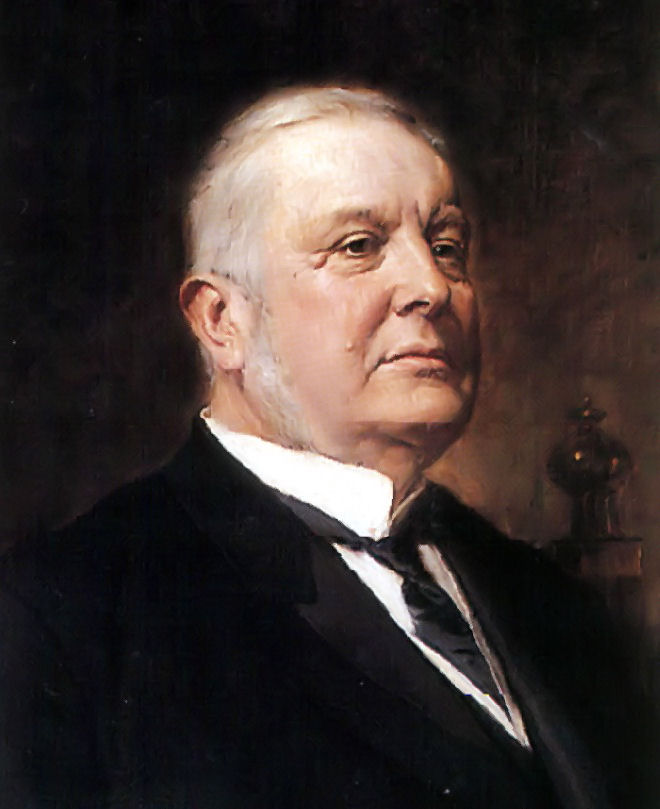
Sándor Wekerle

Trzeci rząd Sándora Wekerle – przedostatni rząd Królestwa Węgier, działający od sierpnia 1917 do października 1918, pod przewodnictwem premiera Sándora Wekerle.